# Консервированная солянка
Консервированная солянка — обеденные консервы из капусты с добавлением других овощей, жира и пряностей. Готовое блюдо, подаётся в холодном или горячем виде.
В СССР консервированную солянку выпускали в следующем ассортименте: овощная из свежей капусты, овощная из квашеной капусты, овощная из свежей капусты со свиными копчёностями, овощно-грибная из свежей капусты и овощно-грибная из квашеной капусты.
Для приготовления консервированной солянки свежую белокочанную капусту шинкуют, бланшируют паром, солят и выдерживают несколько часов до потери упругости, а квашеную капусту отделяют от рассола. После смешивания с другими продуктами согласно рецепту, солянку тушат в закрытых котлах в течение 50—70 минут, расфасовывают в горячем виде в стеклянные или жестяные банки, укупоривают и стерилизуют.